# A Gonzaga Egyetem nevezetes hallgatóinak listája
Az alábbi listán a Gonzaga Egyetem nevezetes hallgatói szerepelnek.

## Kormányzat

### Bírók
| - Barbara Madsen (Washington) - Christopher Dietzen (Minnesota) - Edward M. Connelly (Washington) - Mary Fairhurst, az ügyvédi kamara elnöke (Washington) - Meagan Flynn (Oregon) - Mike McGrath (Montana) - Richard P. Guy (Washington) - William H. Williams (Washington) | - Franklin D. Burgess (Nyugat-Washington) - Justin L. Quackenbush (Kelet-Washington) - Robert James McNichols (Kelet-Washington) - Thomas O. Rice, (Kelet-Washington) - William James Lindberg (Kelet-Washington) |

### Ügyészek

#### Államügyészek
- Catherine Cortez Masto (Nevada)[29]
- Mike McGrath (Montana)[30]

#### Körzeti ügyészek
- Edward M. Connelly (Kelet-Washington)[31]
- Michael C. Ormsby (Kelet-Washington)[32]
- William D. Hyslop (Kelet-Washington)[33]

## Kosárlabda-játékosok
- Adam Morrison[34]
- Dan Dickau[35]
- Domantas Sabonis[36]
- Jeremy Pargo[37]
- John Stockton[38]
- Kelly Olynyk[39]
- Kyle Wiltjer[40]
- Nigel Williams-Goss[41]
- Przemek Karnowski[42]
- Richie Frahm[43]
- Robert Sacre[44]
- Ronny Turiaf[45]
- Hacsimura Rui[36]

## Oktatás és kutatás
- Amy Doneen, a BaleDoneen kockázatértékelési folyamat egyik megalkotója és több egyetem oktatója[46]
- Arthur A. Dugoni, a Csendes-óceáni Egyetem Arthur A. Dugoni Fogászati Intézetének névadója és dékánja[47]
- John Lo Schiavo, a San Franciscó-i Egyetem 25. rektora[48]
- Michael Farris, a Patrick Henry Főiskola kancellár emeritusa[49]
- Thayne McCulloh, a Gonzaga Egyetem 26. rektora[50]

## Szórakoztatóipar
- Bing Crosby, énekes[51]
- Dan Cummins, humorista[52]

## Egyéb
- Chad Little, autóversenyző[53]
- Jim Wickwire, hegymászó[54]
- Patrick J. Conroy, a Képviselőház káplánja[55]
- Paul N. Luvera, tárgyalóügyvéd[56]
- Sherman Alexie, író[54]